# 馬蹄寺
馬蹄寺（ばていじ）は、埼玉県上尾市平方にある浄土宗の寺院。

## 歴史
鎌倉時代、吾妻左衛門の開基である。左衛門は伯父である三輪庄司の菩提を弔うべく、寺を創建した。当初は「馬蹄庵」と呼ばれ、馬頭観音を安置していた。そのため、馬を飼う人々の崇敬を集めるようになった。
その後天文年間（1532年 - 1555年）に感誉存貞によって中興された。
当寺には、埼玉県の天然記念物に指定されているモクコクの大木がある。この木の根元に鈴木荘丹の句碑がある。荘丹は関東地方で活動していた俳人である。

## 文化財
- 馬蹄寺のモクコク（埼玉県指定天然記念物 昭和7年3月31日指定）[3]
- 紙本着色釈迦三尊像図（上尾市指定文化財 昭和40年3月1日指定）[5]
- 鈴木荘丹俳諧歌碑（上尾市指定文化財 平成12年3月28日指定）[5]
- 馬蹄寺徳本行者六字名号供養塔（上尾市指定文化財 平成24年3月22日指定）[5]

## 交通アクセス
- 路線バス桶川新道停留所より徒歩3分。